# Powiat Opolski (Woiwodschaft Lublin)
Der Powiat Opolski ist ein Powiat (Kreis) in der polnischen Woiwodschaft Lublin. Der Powiat hat eine Fläche von 804,14 Quadratkilometern, auf der 63.000 Einwohner leben.

## Gemeinden
Der Powiat umfasst sieben Gemeinden, davon drei Stadt-und-Land-Gemeinden und vier Landgemeinden.

### Stadt-und-Land-Gemeinden
- Józefów nad Wisłą
- Opole Lubelskie
- Poniatowa

### Landgemeinden
- Chodel
- Karczmiska
- Łaziska
- Wilków